# Giovanni Beretta
Giovanni Beretta (* um 1505 in Brissago; † nach 3. März 1577 ebenda) war ein Schweizer Architekt der Renaissance aus dem heutigen Kanton Tessin.

## Leben
Im Jahr 1545 ist er erstmals erwähnt auf einer Inschrift am Glockenturm der Kirche Santa Maria del Ponte in Brissago. Giovanni, der auch als Bertola, Bertoli und Johannes Beretoli bekannt ist, soll ab etwa 1525 als Architekt tätig gewesen sein; er hinterliess mehrere unvollendete Gebäude, die später von seinem Sohn Pietro vollendet wurden, darunter die Kirche Santa Maria del Ponte und die Pfarrkirche Santi Pietro e Paolo in Brissago.
Aus stilistischen Gründen werden ihm die Wallfahrtskirche der Pietà in Cannobio, der Glockenturm, der Chor und die Sakristei der Kirche Santi Pietro e Paolo in Ascona (1525–1534), der Glockenturm der Stiftskirche San Vittore in Muralto (unterer Teil, 1524–1527) und der von San Lorenzo in Losone sowie die Kirche des Klosters San Francesco in Locarno (ab 1538) zugeschrieben. Berettas Realisierungen orientieren sich am Stil lombardischer Renaissancebauten, wie die Kirche Santa Maria delle Grazie in Mailand.